# フィル・フォーデン
フィリップ・ウォルター・フォーデン（Philip Walter Foden, 2000年5月28日 - ）は、イングランド・ストックポート出身のサッカー選手。プレミアリーグ・マンチェスター・シティFC所属。イングランド代表。ポジションはMF。

## クラブ経歴
フォーデンは6歳の頃、ストックポートの馬券売り場の向かいの駐車場でサッカーの練習をしていた。当時マンチェスター・シティのスカウトマンだったテリー・ジョンがフォーデンのドリブルする姿を見た際に才能を感じ、その日のうちに名刺を渡してスカウトした。アカデミーに加わると、フォーデンは同い年の子らよりも飛び級でアカデミーを駆け上がり、自身よりも年上の練習生らとトレーニングした。
2017年7月23日、プレシーズン大会のインターナショナル・チャンピオンズ・カップのマンチェスター・ユナイテッド戦で先発に抜擢されると、ジョゼップ・グアルディオラ監督が絶賛した。11月22日、UEFAチャンピオンズリーグ第5節のフェイエノールト戦でCLデビューを果たした。
2018年9月25日、カラバオ・カップ3回戦のオックスフォード・ユナイテッド戦でトップチーム初得点を決めた。12月10日、マンチェスター・シティとの契約を2024年まで延長したことが発表された。2019年4月21日、第34節のトッテナム・ホットスパー戦でプレミアリーグ初得点を決めた。
2021年2月7日、第23節のリヴァプール戦ではシーズン公式戦で10得点目となる得点をきめて勝利に貢献した。4月14日、UEFAチャンピオンズリーグ準々決勝の2ndレグのドルトムント戦では決勝点をきめて準決勝進出に貢献した。
2021年夏にそれまで背番号「10」を背負っていたセルヒオ・アグエロが去ると、アグエロは次の10番を背負ってほしい選手にフォーデンを推薦した。けれども、フォーデンにとって「47」という背番号はマンチェスター・シティの熱心なファンであった祖父が亡くなった年齢であり、その打診を断った。
若い選手だと背番号についてにあまり選択肢がない。いくつかの番号が提案されたが、そのうちのひとつの「47」以外はどれも自分にとっては意味のあるものではなかった。47という数字は祖父が亡くなったときの年齢だった。彼が亡くなったときには僕はまだ幼かったけど、一緒にウェールズに行ったり何度か旅行に行ったことを覚えている。僕の父は『（フォーデンの祖父は）僕と一緒にサッカーをするのが大好きだった』と言っていた。だから父にこの背番号を着たら喜んでくれるかと尋ねたら『それは素晴らしい！』と言ってくれたから、この番号を選択して以来ずっと気に入っている。今はタトゥーにもしているし、このシャツが変わることはないだろう。自分のレガシーを作るのはいいことだ。誰も狙わない不思議な数字だから、何年後かにキャリアを終えたときに『シティの47番はフィル・フォーデン』だと記憶されることを願っているよ。—フィル・フォーデン
2022年10月2日、マンチェスター・ユナイテッドとのマンチェスター・ダービーでハットトリックを記録した。10月14日、2027年6月末までの5年契約にサインした。
8月16日、フォーデンは前のシーズンのヨーロッパリーグで優勝したセビージャとの2023 UEFAスーパーカップに先発出場し、PK戦の末に2023-24シーズン初のトロフィーを獲得した。12月22日、FIFAクラブワールドカップ2023決勝でフルミネンセを4-0で下し、自身初のクラブワールドカップのタイトルを獲得。この試合でフォーデンは1ゴールを挙げたことで、2008年大会のウェイン・ルーニー以来となるクラブW杯決勝でゴールネットを揺らしたイングランド人選手となった。
2024年2月5日、フォーデンはアウェイでのブレントフォード戦(3-1)でプレミアリーグで自身2度目のハットトリックを達成すると、4月3日にはフォーデンはホームでのアストン・ヴィラ戦（4-1）で、キャリア初のフリーキックでのゴールを含むプレミアリーグ3度目のハットトリックを達成した。25日、フォーデンは4-0で完勝したブライトン戦で2ゴールを挙げてプレミアリーグ通算50ゴールを達成した。5月19日、勝てば自力での優勝が決まる状況で迎えたウェストハム・ユナイテッド戦では前半2分と18分の2ゴールを含む活躍でウェストハムに3-1で勝利し、アーセナルとの優勝争いを制してフォーデンは自身6度目のプレミアリーグタイトルを獲得し、クラブとしてはプレミアリーグ史上初となる4連覇を成し遂げた。
2023-24シーズンは全コンペティションを通じて出場数・得点数共にキャリア最多となる53試合に出場し27得点を挙げたフォーデンはクラブ年間最優秀選手、FWA年間最優秀選手賞、プレミアリーグ年間最優秀選手を受賞した。

## 代表経歴
2017 FIFA U-17ワールドカップのU-17イングランド代表に選出されると、決勝まで勝ち進んで大会初優勝に貢献した。自身も最優秀選手賞を獲得した。
2020年8月、UEFAネーションズリーグ、アイスランド、デンマーク戦を戦うメンバーとして、フル代表に初招集され、6日のアイスランド戦でフル代表デビュー。しかし、そのアイスランド遠征の際にメイソン・グリーンウッドと共に女性をホテルに連れ込むというトラブルを起こし、規律違反を犯したとしてグリーンウッドと共に代表から追放処分を受け、自身のTwitterで謝罪する羽目になった。11月に追放から代表復帰を果たして、18日のアイスランド戦で2ゴールを挙げて代表初ゴールをきめた。

## エピソード
- マンチェスター市内中心部から約11kmのストックポートが故郷で、家族は母親がシティのファンで父親、兄弟がユナイテッドファン
- 2019年4月17日、マンチェスター・シティはUEFAチャンピオンズリーグ準々決勝2ndレグ、トッテナム・ホットスパー戦に4-3で勝利したが、0-1で敗北した1stレグとのトータルスコア4-4となり、アウェーゴールの差で準々決勝敗退となった。その敗退はマンチェスター・シティの面々に多大なショックを与えたが、翌朝のトレーニングでフォーデンは1人、はつらつとしたプレーを見せた。その姿を見たジョゼップ・グアルディオラ監督は、3日後に控えるトッテナム・ホットスパーとのリーグ戦でフォーデンを先発させることを決めたという。結果としてそのリーグ戦では、シティは前半5分にフォーデンが決めた1点を守り切り、勝利した[27]。
- ダビド・シルバが2019-20シーズンを限りでマンチェスター・シティを去ると発表されたことに際して、彼の後釜を探しているという報道もあったが、グアルディオラ監督は「代わりの選手を獲るつもりはない。ダビド・シルバが去る時が来れば、チームの新たなマジシャンが誰なのかは、今からはっきりしている。既にシティにいるんだ。ここで育った、我々の仲間さ。素晴らしいプレーを見せてくれるはずだ。プレミアリーグで最高の選手の1人になる」とフォーデンについてコメントした[27]。
- グアルディオラ監督はフォーデンとシティの契約が2023-24シーズンまで延長された際、「フォーデンの新契約は偶然の産物なんかじゃない。言っておこう。絶対に放出があり得ない選手は彼だけだ。彼だけは、どんなことがあっても手放さない。移籍金5億ポンドでもあり得ない。フィルは誰にも渡さない。フィルこそ、シティだ」と述べている[27]。
- グアルディオラ監督は、2019年のプレシーズンの際、「選手としても、監督としても、自分が見てきた中で最も才能に恵まれている」とフォーデンのことを評している[27]。
- 長年交際しているパートナーがおり、既に彼女との間には息子がいる[28]。
- 2021年1月26日に行われたプレミアリーグ第20節のウェスト・ブロムウィッチ・アルビオン戦で、シティでの公式戦通算100試合出場を達成した際、「いつも楽しく観戦し、サポートしてきたクラブで100試合も出場できたなんて感慨深い。アカデミーで育ったことは良かったと常に考えていた。全ての試合で100％の全力を出し切り、持てる情熱を全て捧げる。それが僕が実感していることだ」、「自分をトップチームに引き上げてくれる監督が誰かなんて想像もしていなかったけど、僕が成長するためにこれ以上の人はいなかった。彼が僕の監督で嬉しい」、「若い時期にトップチームに行けて、僕は早くに一人前の男になることができた。彼が僕の成長を促進し、試合を基から変えてくれたことで、僕はより良い選手になれた」と、グアルディオラ監督への感謝を述べた[29]。

## 個人成績

### クラブでの成績
2024年5月30日現在
| クラブ                 | シーズン       | リーグ戦       | リーグ戦 | リーグ戦 | カップ戦 | カップ戦 | リーグ杯 | リーグ杯 | UEFA | UEFA | その他 | その他 | 通算 | 通算 |
| クラブ                 | シーズン       | ディビジョン   | 出場     | 得点     | 出場     | 得点     | 出場     | 得点     | 出場 | 得点 | 出場   | 得点   | 出場 | 得点 |
| ---------------------- | -------------- | -------------- | -------- | -------- | -------- | -------- | -------- | -------- | ---- | ---- | ------ | ------ | ---- | ---- |
| マンチェスター・シティ |                |                |          |          |          |          |          |          |      |      |        |        |      |      |
| 2017-18                | プレミアリーグ | 5              | 0        | 0        | 0        | 2        | 0        | 3        | 0    | –    | –      | 10     | 0    |      |
| 2018-19                | プレミアリーグ | 13             | 1        | 3        | 3        | 5        | 2        | 4        | 1    | 1    | 0      | 26     | 7    |      |
| 2019-20                | プレミアリーグ | 23             | 5        | 4        | 1        | 5        | 0        | 5        | 2    | 1    | 0      | 38     | 8    |      |
| 2020-21                | プレミアリーグ | 28             | 9        | 5        | 2        | 4        | 2        | 13       | 3    | –    | –      | 50     | 16   |      |
| 2021-22                | プレミアリーグ | 28             | 9        | 4        | 1        | 2        | 1        | 11       | 3    | 0    | 0      | 45     | 14   |      |
| 2022-23                | プレミアリーグ | 32             | 11       | 5        | 3        | 2        | 0        | 8        | 1    | 1    | 0      | 48     | 15   |      |
| 2023-24                | プレミアリーグ | 35             | 19       | 5        | 2        | 1        | 0        | 9        | 5    | 3    | 1      | 53     | 27   |      |
| キャリア総通算         | キャリア総通算 | キャリア総通算 | 164      | 54       | 26       | 12       | 21       | 5        | 53   | 15   | 6      | 1      | 270  | 87   |

1. 1 2 3  FAコミュニティ・シールド
2. ↑  UEFAスーパーカップ1試合を含む
3. ↑  FAコミュニティ・シールド1試合、クラブワールドカップ2試合に出場
4. ↑  クラブワールドカップでの得点

### 代表での成績
出場大会
- U-17イングランド代表
  - 2017年 - UEFA U-17欧州選手権（準優勝）
  - 2017年 - FIFA U-17ワールドカップ（優勝）
- U-21イングランド代表
  - 2019年 - UEFA U-21欧州選手権（GL敗退）
- イングランド代表
  - 2020年 - UEFAネーションズリーグ2020-21
  - 2021年 - UEFA EURO 2020（準優勝）
  - 2022年 - UEFAネーションズリーグ2022-23
  - 2022年 - 2022 FIFAワールドカップ（ベスト8）

- 国際Aマッチ 33試合 4得点 (2020年- )[31]

| イングランド代表 | 国際Aマッチ | 国際Aマッチ |
| 年               | 出場        | 得点        |
| ---------------- | ----------- | ----------- |
| 2020             | 3           | 2           |
| 2021             | 10          | 0           |
| 2022             | 9           | 1           |
| 2023             | 9           | 1           |
| 2024             | 2           | 0           |
| 通算             | 33          | 4           |

### 代表での得点
| #  | 開催年月日     | 開催地                                         | キャップ数 | 対戦国         | スコア | 結果 | 試合概要               |
| -- | -------------- | ---------------------------------------------- | ---------- | -------------- | ------ | ---- | ---------------------- |
| 1. | 2020年11月18日 | ロンドン, ウェンブリー・スタジアム             | 3          | アイスランド   | 3-0    | 4-0  | UEFAネーションズリーグ |
| 2. | 2020年11月18日 | ロンドン, ウェンブリー・スタジアム             | 3          | アイスランド   | 4-0    | 4-0  | UEFAネーションズリーグ |
| 3. | 2022年11月29日 | ライヤーン, アフメド・ビン＝アリー・スタジアム | 20         | ウェールズ     | 2-0    | 3-0  | カタールW杯            |
| 4. | 2023年9月12日  | グラスゴー, ハムデン・パーク                   | 27         | スコットランド | 1-0    | 3-1  | 親善試合               |

## タイトル

### クラブ
マンチェスター・シティ
- プレミアリーグ: 2017-18, 2018-19, 2020-21, 2021-22, 2022-23, 2023-24
- FAカップ: 2018-19, 2022-23
- EFLカップ: 2017-18, 2018-19, 2019-20, 2020-21
- FAコミュニティ・シールド: 2018, 2019,2024
- UEFAチャンピオンズリーグ: 2022-23
- UEFAスーパーカップ: 2023
- FIFAクラブワールドカップ: 2023

### 代表
イングランド U-17
- FIFA U-17ワールドカップ: 2017

### 個人
- FIFA U-17ワールドカップ・ゴールデンボール: 2017
- プレミアリーグ・最優秀若手選手賞: 2020-21, 2021-22
- PFA年間最優秀若手選手賞: 2020-21, 2021-22
- FWA年間最優秀選手賞: 2023-24
- プレミアリーグ年間最優秀選手: 2023-24
- マンチェスター・シティ・シーズン最優秀選手: 2023-24